# God Is Partying
God Is Partying è il sesto album in studio del musicista statunitense Andrew W.K., pubblicato nel 2021.

## Tracce
1. Everybody Sins – 6:12
2. Babalon – 4:17
3. No One to Know – 6:33
4. Stay True to Your Heart – 3:46
5. Goddess Partying – 0:57
6. I'm in Heaven – 3:15
7. Remember Your Oath – 4:17
8. My Tower – 6:24
9. And Then We Blew Apart – 4:27

Tracce Bonus
1. I Made It – 4:09
2. Not Anymore – 3:12
3. Everybody Sins (Edit) – 4:17